# 特雷弗广场

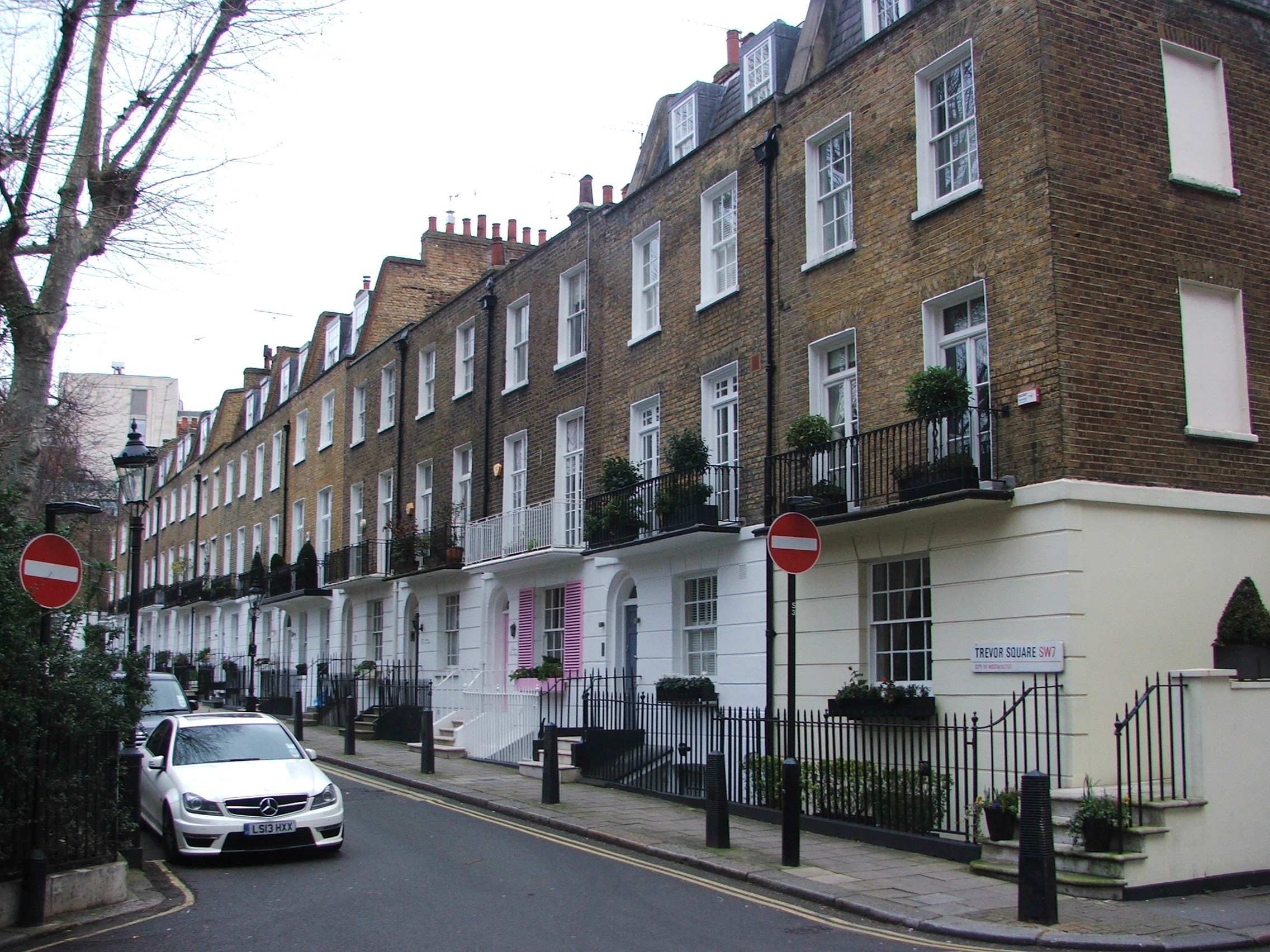
特雷弗广场

特雷弗广场（Trevor Square）是一个历史悠久的私人花园广场，在伦敦骑士桥布朗普顿路。

## 历史
该广场由建筑师威廉·富勒·波科克父子从1810年开始设计。1811年，贵族亚瑟·希尔-特雷弗同意拆除他的博维斯府，为新开发让路。第一个房子在1820年完成；到1827年大多已完成。
同时，在1816年，牧师约翰·莫里森建立了特雷弗礼拜堂，后来被称为特雷弗公理会教堂，在兰斯洛特坊（Lancelot Place）转角。该堂于1902年关闭，改为 哈罗德百货公司陈列室。
特雷弗广场1号自1970年2月5日因其建筑价值被英国遗产委员会列为二级保护建筑。特雷弗广场38号自1987年12月1日被列为二级保护建筑。